# Francesc Soler i Llagostera
Francesc Soler i Llagostera (Roda de Ter, 15 d'abril de 1978) és un periodista, escriptor i analista polític català. Llicenciat en periodisme a la Universitat Autònoma de Barcelona. Treballa a Catalunya Ràdio des de l'any 2000, on ha estat editor dels informatius del cap de setmana durant cinc temporades, ha presentat l'espai “L'Entrevista” i durant dos estius (2011 i 2012) ha presentat i dirigit “El Matí de Catalunya Ràdio”. Col·laborador com analista comentant l'actualitat a TV3, 8tv, TVE i Rac -1. Responsable de comunicació de BCN Checkpoint i membre del Comitè Assessor Comunitari de l'HIVACAT (el programa català per al desenvolupament d'una vacuna del VIH). Ha estat casat amb el periodista Oriol Nolis fins al 2017.

## Llibres
- Un perfil propi. Converses amb Santi Vila (2014) Angle Editorial. Converses amb Santi Vila, exalcalde de Figueres i Conseller de Territori i Sostenibilitat
- Homonots. Converses amb 10 gais que han obert camí (2014) Angle Editorial. Entrevistes a gais que han obert camí a Catalunya. Entrevistats: Jordi Llovet, Jaume Santandreu, Miquel Iceta, Jordi Petit, Armand de Fluvià, Llibert Ferri, Ferran Pujol, Ventura Pons, Nazario i Juan P. Juliá.
- Barcelona demà o aquesta tarda (2021) Columna Edicions
- El somriure dels dofins (2023) Columna Edicions